# Proprioceptie
Proprioceptie of positiezin (ook wel kinesthesie genoemd) is het vermogen van een organisme om de positie van het eigen lichaam en lichaamsdelen waar te nemen. Het woord proprioceptie komt van de Latijnse woorden proprius (zelf/eigen) en perceptie (waarneming).
Het zintuig voor proprioceptie werd eind 19e eeuw ontdekt door Charles Scott Sherrington.

## Functie
Prikkels uit het milieu worden door de zintuigcellen via de sensorische zenuwen naar het centraal zenuwstelsel (CZS) geleid (exteroceptieve prikkels). Als antwoord gaat van het CZS via motorische zenuwen een bevel uit naar de spieren. Voor controle en regeling van het antwoord van de spier gaat via sensibele zenuwen een terugkoppeling over de positie van de spier en omliggende onderdelen van het bewegingsapparaat naar het CZS (proprioceptieve prikkels).
Proprioceptieve waarneming verschaft het individu daarmee informatie over het eigen lichaam, zoals de stand, beweging en spierspanning (tonus) van de ledematen, gewrichten en pezen, het gevoel van "zwaarte" in sommige lichaamsdelen, en vermoeidheid of alertheid van de spieren. Proprioceptieve waarneming speelt bijgevolg een belangrijke rol in de opbouw van het lichaamsbesef, en maakt terugkoppeling van de lichaamspositie naar het CZS mogelijk. Dit is zeer belangrijk voor een goede motoriek.
Om onderscheid te maken tussen sensibiliteit op externe en interne prikkels wordt gesproken van exteroceptieve en proprioceptieve sensibiliteit.

## Receptoren van de proprioceptie
De signalen voor de proprioceptie komen uit verschillende soorten sensoren die overal in het bewegingsapparaat voorkomen. Ze liggen in de spieren en de bijbehorende fascies, spiertussenschotten en pezen, en verder in de gewrichts-kapsels en de ligamenten. In de spieren zelf zijn deze zintuigcellen de spierspoeltjes. In de andere weefsels komen vele soorten zenuwreceptoren (zintuigcellen) voor, onder andere Golgi-peeslichaampjes maar ook vrije zenuw-uiteinden.
De signalen van al deze sensoren worden voor een deel al direct in het ruggenmerg verwerkt en teruggekoppeld naar de verschillende betrokken spieren. Maar deze ruggenmerg-reflexen worden in grote mate door het CZS gemoduleerd beïnvloed. De sterkte van de reflexen wordt bij iedere goed beheerste beweging mee "voorgeprogrammeerd" in het ruggenmerg.

## Verstoringen van de proprioceptie
Bij dronkenschap worden evenwichtszin en proprioceptie verstoord. Een testje om te bepalen of iemand te veel alcohol gedronken heeft, is vragen met gesloten ogen het puntje van de neus aan te raken. Een mens bij wie de proprioceptie in orde is, maakt daarbij een fout van hoogstens twee centimeter.
Naast proprioceptie is de lichaamsgewaarwording afhankelijk van het evenwicht en het zicht. Wanneer een van deze drie uitvalt, kunnen de andere daarvoor compenseren. Bij volledig verlies van de proprioceptie is dat echter erg lastig. Oliver Sacks beschrijft in zijn boek De man die zijn vrouw voor een hoed hield (1985) een uniek geval van een vrouw die door een zenuwontsteking haar volledige proprioceptie kwijt was geraakt. Ze kon weer leren lopen door van haar evenwichtsgevoel en ogen gebruik te maken, maar haar bewegingen bleven onhandig.
De Engelsman Ian Waterman raakte op jonge leeftijd zijn proprioceptie kwijt. In interviews legt hij uit welke gewoonlijk normale handelingen hij niet kan uitvoeren, bijvoorbeeld iets uit zijn broekzak pakken.
Een (tijdelijk) verminderde proprioceptie kan ook veroorzaakt worden door het innemen van te veel vitamine B6 (pyridoxine).
Verzwakte proprioceptie komt ook voor bij mensen met het syndroom van Ehlers-Danlos. Ook neemt de scherpheid van de proprioceptie af met het toenemen van de leeftijd.